# C busz (Szolnok)
A szolnoki C jelzésű autóbuszok Szolnok vasútállomás és a szolnoki Cora áruház között közlekedtek. A járat ingyenesen használható volt. A Cora felé csak felszállás, visszaúton pedig csak leszállás volt engedélyezett.

## Története
A nyitás napja óta (2004. augusztus 1.) busz közlekedett. Az autóbuszok különleges festést kaptak. A járat szolgáltatta az összeköttetést a később megépülő Obi, Praktiker, MediaMarkt és Family Center áruházaknak is. A Hild Viktor utca felől külön, CORA jelzésű járat közlekedett. A járat 2009. május 11-től kihasználatlanság miatt megszűnt, funkcióját a szandaszőlősi járatok vették át (7, 7Y, 8, 8Y), majd július 1-jétől a Cora és a Family Center által közösen finanszírozott 17-es busz.

## Megállóhelyei
A járat menetideje 13 perc.